# مركز التراث العمراني (السعودية)
مركز التراث العمراني هو مشروع فازت به مدينة الدرعية السعودية، حيث عُد آخر تصاميم الراحلة زها حديد، عبر مشروع مركز التراث العمراني بحي الطريف بالدرعية. واستوحت زها حديد تصميم مركز التراث العمراني من الكثبان الرملية والبيئة التراثية. ويُعد حي الطريف أهم معالم الدرعية التاريخية، والعنصر الأساسي للتطوير فيها، فقد كان مقرًا لسكن الإمام محمد بن سعود وأسرته، ومقرًا للحكم في الدولة السعودية الأولى. ويحتضن أهم معالم الدرعية وقصورها ومبانيها الأثرية، ومن أبرزها قصر سلوى ومسجد الإمام محمد بن سعود ومجموعة كبيرة من القصور والمنازل، إضافة إلى المساجد الأخرى والأوقاف والآبار والأسوار والمرافق الخدمية.